# Svendborg
Svendborg to duńskie miasto leżące na południowym wybrzeżu wyspy Fionia, stolica gminy Svendborg (region Dania Południowa, dawniej okręg Fionia).
Svendborg, założony w 1229, prawa miejskie uzyskał w 1253 z nadania króla Waldemara II Zwycięskiego. Z powodu swojego strategicznego położenia, wielokrotnie oblegany, niszczony i odbudowywany.
W 1904 kapitan Peter Mærsk-Møller oraz jego syn, Arnold Peter Møller założyli w Svendborgu firmę spedycyjną (ich pierwszy statek nazywał się właśnie Svendborg), która dała początek istniejącej do dziś kompanii spedycyjnej A.P. Moller-Maersk Group, zatrudniającej obecnie ok. 100 000 pracowników w 125 krajach świata.
Obecnie Svendborg stanowi ważny punkt na mapie duńskiego przemysłu stoczniowego, posiada również duży port rybacki. W Svendborgu swoją siedzibę ma muzeum morskie, największą atrakcją turystyczną miasta jest kościół romański pod wezwaniem św. Mikołaja, wybudowany ok. 1220. Jednym z najstarszych zachowanych budynków w mieście jest wybudowany w 1560 dom Anne Hvides Gaard, obecnie przemieniony w muzeum.
W 2000 Svendborg uznany został "Miastem roku" w Danii. Polska posiada tam konsulat honorowy.

## Miasta partnerskie
- Stralsund
- Dolný Kubín